# 2010-es Formula–1 kínai nagydíj
A kínai nagydíj volt a 2010-es Formula–1 világbajnokság negyedik futama, amelyet 2010. április 16. és április 18. között rendeztek meg a kínai Shanghai International Circuiten, Sanghajban.

## Szabadedzések

### Első szabadedzés
A kínai nagydíj első szabadedzését április 16-án, pénteken délelőtt tartották, közép-európai idő szerint 04:00 és 05:30 óra között.
| Helyezés | Versenyző          | Csapat/Motor         | Elért idő | Különbség | Futott kör |
| -------- | ------------------ | -------------------- | --------- | --------- | ---------- |
| 1        | Jenson Button      | McLaren-Mercedes     | 1:36,677  | −         | 15         |
| 2        | Nico Rosberg       | Mercedes             | 1:36,748  | + 0,071   | 17         |
| 3        | Lewis Hamilton     | McLaren-Mercedes     | 1:36,775  | + 0,098   | 19         |
| 4        | Michael Schumacher | Mercedes             | 1:37,509  | + 0,832   | 14         |
| 5        | Sebastian Vettel   | Red Bull-Renault     | 1:37,601  | + 0,924   | 20         |
| 6        | Robert Kubica      | Renault              | 1:37,716  | + 1,039   | 17         |
| 7        | Vitalij Petrov     | Renault              | 1:37,745  | + 1,068   | 25         |
| 8        | Mark Webber        | Red Bull-Renault     | 1:37,980  | + 1,303   | 17         |
| 9        | Adrian Sutil       | Force India-Mercedes | 1:38,008  | + 1,331   | 13         |
| 10       | Felipe Massa       | Ferrari              | 1:38,098  | + 1,421   | 19         |
| 11       | Jaime Alguersuari  | Toro Rosso-Ferrari   | 1:38,161  | + 1,484   | 19         |
| 12       | Kobajasi Kamui     | Sauber-Ferrari       | 1:38,375  | + 1,698   | 21         |
| 13       | Pedro de la Rosa   | Sauber-Ferrari       | 1:38,421  | + 1,744   | 19         |
| 14       | Nico Hülkenberg    | Williams-Cosworth    | 1:38,569  | + 1,892   | 20         |
| 15       | Paul di Resta      | Force India-Mercedes | 1:38,618  | + 1,941   | 26         |
| 16       | Rubens Barrichello | Williams-Cosworth    | 1:38,678  | + 2,001   | 17         |
| 17       | Sébastien Buemi    | Toro Rosso-Ferrari   | 1:39,939  | + 3,262   | 5          |
| 18       | Jarno Trulli       | Lotus-Cosworth       | 1:41,531  | + 4,854   | 22         |
| 19       | Heikki Kovalainen  | Lotus-Cosworth       | 1:41,779  | + 5,102   | 23         |
| 20       | Timo Glock         | Virgin-Cosworth      | 1:41,830  | + 5,153   | 20         |
| 21       | Lucas di Grassi    | Virgin-Cosworth      | 1:42,181  | + 5,504   | 27         |
| 22       | Bruno Senna        | HRT-Cosworth         | 1:43,875  | + 7,198   | 23         |
| 23       | Karun Chandhok     | HRT-Cosworth         | 1:43,949  | + 7,272   | 20         |
| 24       | Fernando Alonso    | Ferrari              |           |           | 6          |

### Második szabadedzés
A kínai nagydíj második szabadedzését április 16-án, pénteken délután futották, közép-európai idő szerint 08:00 és 09:30 óra között.
| Helyezés | Versenyző          | Csapat/Motor         | Elért idő | Különbség | Futott kör |
| -------- | ------------------ | -------------------- | --------- | --------- | ---------- |
| 1        | Lewis Hamilton     | McLaren-Mercedes     | 1:35,217  | −         | 26         |
| 2        | Nico Rosberg       | Mercedes             | 1:35,465  | + 0,248   | 22         |
| 3        | Jenson Button      | McLaren-Mercedes     | 1:35,593  | + 0,376   | 26         |
| 4        | Michael Schumacher | Mercedes             | 1:35,602  | + 0,385   | 28         |
| 5        | Sebastian Vettel   | Red Bull-Renault     | 1:35,791  | + 0,574   | 30         |
| 6        | Mark Webber        | Red Bull-Renault     | 1:35,995  | + 0,778   | 29         |
| 7        | Adrian Sutil       | Force India-Mercedes | 1:36,254  | + 1,037   | 31         |
| 8        | Jaime Alguersuari  | Toro Rosso-Ferrari   | 1:36,377  | + 1,160   | 43         |
| 9        | Robert Kubica      | Renault              | 1:36,389  | + 1,172   | 29         |
| 10       | Fernando Alonso    | Ferrari              | 1:36,604  | + 1,387   | 33         |
| 11       | Felipe Massa       | Ferrari              | 1:36,944  | + 1,727   | 36         |
| 12       | Vitalij Petrov     | Renault              | 1:36,986  | + 1,769   | 27         |
| 13       | Pedro de la Rosa   | Sauber-Ferrari       | 1:37,421  | + 2,204   | 32         |
| 14       | Kobajasi Kamui     | Sauber-Ferrari       | 1:37,431  | + 2,214   | 33         |
| 15       | Rubens Barrichello | Williams-Cosworth    | 1:37,657  | + 2,440   | 30         |
| 16       | Vitantonio Liuzzi  | Force India-Mercedes | 1:37,804  | + 2,587   | 31         |
| 17       | Nico Hülkenberg    | Williams-Cosworth    | 1:37,867  | + 2,650   | 29         |
| 18       | Jarno Trulli       | Lotus-Cosworth       | 1:39,624  | + 4,407   | 35         |
| 19       | Heikki Kovalainen  | Lotus-Cosworth       | 1:39,947  | + 4,730   | 30         |
| 20       | Timo Glock         | Virgin-Cosworth      | 1:40,233  | + 5,016   | 27         |
| 21       | Karun Chandhok     | HRT-Cosworth         | 1:41,008  | + 5,791   | 32         |
| 22       | Lucas di Grassi    | Virgin-Cosworth      | 1:41,107  | + 5,890   | 28         |
| 23       | Bruno Senna        | HRT-Cosworth         | 1:41,345  | + 6,128   | 32         |
| 24       | Sébastien Buemi    | Toro Rosso-Ferrari   |           |           | 0          |

### Harmadik szabadedzés
A kínai nagydíj harmadik szabadedzését április 17-én, szombaton délelőtt tartották, közép-európai idő szerint 05:00 és 06:00 óra között.
| Helyezés | Versenyző          | Csapat/Motor         | Elért idő | Különbség | Futott kör |
| -------- | ------------------ | -------------------- | --------- | --------- | ---------- |
| 1        | Mark Webber        | Red Bull-Renault     | 1:35,323  | −         | 16         |
| 2        | Lewis Hamilton     | McLaren-Mercedes     | 1:35,564  | + 0,241   | 12         |
| 3        | Sebastian Vettel   | Red Bull-Renault     | 1:35,691  | + 0,368   | 14         |
| 4        | Jenson Button      | McLaren-Mercedes     | 1:35,747  | + 0,424   | 14         |
| 5        | Fernando Alonso    | Ferrari              | 1:35,857  | + 0,534   | 13         |
| 6        | Nico Rosberg       | Mercedes             | 1:35,913  | + 0,590   | 12         |
| 7        | Michael Schumacher | Mercedes             | 1:36,262  | + 0,939   | 10         |
| 8        | Robert Kubica      | Renault              | 1:36,343  | + 1,020   | 16         |
| 9        | Felipe Massa       | Ferrari              | 1:36,416  | + 1,093   | 11         |
| 10       | Kobajasi Kamui     | Sauber-Ferrari       | 1:36,634  | + 1,311   | 16         |
| 11       | Jaime Alguersuari  | Toro Rosso-Ferrari   | 1:36,879  | + 1,556   | 17         |
| 12       | Vitantonio Liuzzi  | Force India-Mercedes | 1:37,031  | + 1,708   | 16         |
| 13       | Sébastien Buemi    | Toro Rosso-Ferrari   | 1:37,192  | + 1,869   | 18         |
| 14       | Adrian Sutil       | Force India-Mercedes | 1:37,240  | + 1,917   | 18         |
| 15       | Vitalij Petrov     | Renault              | 1:37,339  | + 2,016   | 13         |
| 16       | Rubens Barrichello | Williams-Cosworth    | 1:37,585  | + 2,262   | 13         |
| 17       | Pedro de la Rosa   | Sauber-Ferrari       | 1:37,664  | + 2,341   | 19         |
| 18       | Nico Hülkenberg    | Williams-Cosworth    | 1:37,784  | + 2,461   | 14         |
| 19       | Timo Glock         | Virgin-Cosworth      | 1:39,579  | + 4,256   | 15         |
| 20       | Heikki Kovalainen  | Lotus-Cosworth       | 1:39,616  | + 4,293   | 17         |
| 21       | Lucas di Grassi    | Virgin-Cosworth      | 1:39,749  | + 4,426   | 13         |
| 22       | Jarno Trulli       | Lotus-Cosworth       | 1:39,776  | + 4,453   | 16         |
| 23       | Bruno Senna        | HRT-Cosworth         | 1:40,316  | + 4,993   | 19         |
| 24       | Karun Chandhok     | HRT-Cosworth         | 1:41,141  | + 5,818   | 18         |

## Időmérő edzés
A kínai nagydíj időmérő edzését április 17-én, szombaton futották, közép-európai idő szerint 08:00 és 09:00 óra között.

### Az edzés végeredménye
| Helyezés | Versenyző          | Csapat/Motor         | 1. rész  | 2. rész  | 3. rész  |
| -------- | ------------------ | -------------------- | -------- | -------- | -------- |
| 1        | Sebastian Vettel   | Red Bull-Renault     | 1:36.317 | 1:35.280 | 1:34.558 |
| 2        | Mark Webber        | Red Bull-Renault     | 1:35.978 | 1:35.100 | 1:34.808 |
| 3        | Fernando Alonso    | Ferrari              | 1:35.987 | 1:35.235 | 1:34.913 |
| 4        | Nico Rosberg       | Mercedes             | 1:35.952 | 1:35.134 | 1:34.923 |
| 5        | Jenson Button      | McLaren-Mercedes     | 1:36.122 | 1:35.443 | 1:34.979 |
| 6        | Lewis Hamilton     | McLaren-Mercedes     | 1:35.641 | 1:34.928 | 1:35.034 |
| 7        | Felipe Massa       | Ferrari              | 1:36.076 | 1:35.290 | 1:35.180 |
| 8        | Robert Kubica      | Renault              | 1:36.348 | 1:35.550 | 1:35.364 |
| 9        | Michael Schumacher | Mercedes             | 1:36.484 | 1:35.715 | 1:35.646 |
| 10       | Adrian Sutil       | Force India-Mercedes | 1:36.671 | 1:35.665 | 1:35.963 |
| 11       | Rubens Barrichello | Williams-Cosworth    | 1:36.664 | 1:35.748 |          |
| 12       | Jaime Alguersuari  | Toro Rosso-Ferrari   | 1:36.618 | 1:36.047 |          |
| 13       | Sébastien Buemi    | Toro Rosso-Ferrari   | 1:36.793 | 1:36.149 |          |
| 14       | Vitalij Petrov     | Renault              | 1:37.031 | 1:36.311 |          |
| 15       | Kobajasi Kamui     | Sauber-Ferrari       | 1:37.044 | 1:36.422 |          |
| 16       | Nico Hülkenberg    | Williams-Cosworth    | 1:37.049 | 1:36.647 |          |
| 17       | Pedro de la Rosa   | Sauber-Ferrari       | 1:37.050 | 1:37.020 |          |
| 18       | Vitantonio Liuzzi  | Force India-Mercedes | 1:37.161 |          |          |
| 19       | Timo Glock         | Virgin-Cosworth      | 1:39.278 |          |          |
| 20       | Jarno Trulli       | Lotus-Cosworth       | 1:39.399 |          |          |
| 21       | Heikki Kovalainen  | Lotus-Cosworth       | 1:39.520 |          |          |
| 22       | Lucas di Grassi    | Virgin-Cosworth      | 1:39.783 |          |          |
| 23       | Bruno Senna        | HRT-Cosworth         | 1:40.469 |          |          |
| 24       | Karun Chandhok     | HRT-Cosworth         | 1:40.578 |          |          |

## Futam
A kínai nagydíj futama április 18-án, vasárnap, közép-európai idő szerint 9:00 órakor rajtolt el.
| Helyezés | Rajtszám | Versenyző          | Csapat/Motor         | Futott kör | Idő/Kiesés oka | Rajthely | Pont |
| -------- | -------- | ------------------ | -------------------- | ---------- | -------------- | -------- | ---- |
| 1        | 1        | Jenson Button      | McLaren-Mercedes     | 56         | 1:46:42.163    | 5        | 25   |
| 2        | 2        | Lewis Hamilton     | McLaren-Mercedes     | 56         | +1.530         | 6        | 18   |
| 3        | 4        | Nico Rosberg       | Mercedes             | 56         | +9.484         | 4        | 15   |
| 4        | 8        | Fernando Alonso    | Ferrari              | 56         | +11.869        | 3        | 12   |
| 5        | 11       | Robert Kubica      | Renault              | 56         | +22.213        | 8        | 10   |
| 6        | 5        | Sebastian Vettel   | Red Bull-Renault     | 56         | +33.310        | 1        | 8    |
| 7        | 12       | Vitalij Petrov     | Renault              | 56         | +47.600        | 14       | 6    |
| 8        | 6        | Mark Webber        | Red Bull-Renault     | 56         | +52.172        | 2        | 4    |
| 9        | 7        | Felipe Massa       | Ferrari              | 56         | +57.796        | 7        | 2    |
| 10       | 3        | Michael Schumacher | Mercedes             | 56         | +1:01.749      | 9        | 1    |
| 11       | 14       | Adrian Sutil       | Force India-Mercedes | 56         | +1:02.874      | 10       |      |
| 12       | 9        | Rubens Barrichello | Williams-Cosworth    | 56         | +1:03.665      | 11       |      |
| 13       | 17       | Jaime Alguersuari  | Toro Rosso-Ferrari   | 56         | +1:11.416      | 12       |      |
| 14       | 19       | Heikki Kovalainen  | Lotus-Cosworth       | 55         | +1 kör         | 21       |      |
| 15       | 10       | Nico Hülkenberg    | Williams-Cosworth    | 55         | +1 kör         | 16       |      |
| 16       | 21       | Bruno Senna        | HRT-Cosworth         | 54         | +2 kör         | 23       |      |
| 17       | 20       | Karun Chandhok     | HRT-Cosworth         | 52         | +4 kör         | 24       |      |
| ki       | 18       | Jarno Trulli       | Lotus-Cosworth       | 26         | hidraulika     | 20       |      |
| ki       | 25       | Lucas di Grassi    | Virgin-Cosworth      | 8          | kuplung        | 22       |      |
| ki       | 22       | Pedro de la Rosa   | Sauber-Ferrari       | 7          | erőforrás      | 17       |      |
| ki       | 16       | Sébastien Buemi    | Toro Rosso-Ferrari   | 0          | baleset        | 13       |      |
| ki       | 23       | Kobajasi Kamui     | Sauber-Ferrari       | 0          | baleset        | 15       |      |
| ki       | 15       | Vitantonio Liuzzi  | Force India-Mercedes | 0          | baleset        | 18       |      |
| ki       | 24       | Timo Glock         | Virgin-Cosworth      | 0          | erőforrás      | 19       |      |

## A világbajnokság állása a verseny után
| H   | Versenyzők         | Pont | H   | Konstruktőrök        | Pont |
| --- | ------------------ | ---- | --- | -------------------- | ---- |
| 1.  | Jenson Button      | 60   | 1.  | McLaren-Mercedes     | 109  |
| 2.  | Nico Rosberg       | 50   | 2.  | Ferrari              | 90   |
| 3.  | Fernando Alonso    | 49   | 3.  | Red Bull-Renault     | 73   |
| 4.  | Lewis Hamilton     | 49   | 4.  | Mercedes             | 60   |
| 5.  | Sebastian Vettel   | 45   | 5.  | Renault              | 46   |
| 6.  | Felipe Massa       | 41   | 6.  | Force India-Mercedes | 18   |
| 7.  | Robert Kubica      | 40   | 7.  | Williams-Cosworth    | 6    |
| 8.  | Mark Webber        | 28   | 8.  | Toro Rosso-Ferrari   | 2    |
| 9.  | Adrian Sutil       | 10   | 9.  | Sauber-Ferrari       | 0    |
| 10. | Michael Schumacher | 10   | 10. | Lotus-Cosworth       | 0    |

(A teljes táblázat)

## Statisztikák
Vezető helyen:
- Fernando Alonso: 2 (1-2)
- Nico Rosberg: 16 (3-18)
- Jenson Button: 38 (19-56)

Jenson Button 9. győzelme, Sebastian Vettel 8. pole-pozíciója, Lewis Hamilton 4. leggyorsabb köre.
- McLaren 166. győzelme.